# Kunak
Kunak ist eine Stadt im malaysischen Bundesstaat Sabah. Kunak liegt an der Ostküste im Norden der Insel Borneo in der zur Sulawesisee offenen Darvel Bay. Die Stadt gehört zum gleichnamigen Verwaltungsbezirk Distrikt Kunak und liegt 121 Kilometer Luftlinie südlich von Sandakan. Kunak ist Teil des Gebietes Tawau Division zu dem die Distrikte Kunak, Lahad Datu, Semporna und Tawau und Papar gehören.

## Geschichte
Kampung Tingkayu bei Kunak ist der Fundort verschiedener Faustkeile aus dem späten Pleistozän, wodurch sich die ersten menschliche Aktivitäten im östlichen Borneo auf 30.000 Jahre vor unserer Zeitrechnung zurückdatieren lassen.
Die Namensgebung von Kunak basiert auf einem gleichnamigen Schiff der Straits Steamship Company, das in den 1960er Jahren in der Darvel Bay ankerte. Das bedeutet auch, dass das heutige Kunak seinen Namen erst nach 1960 erhielt.

## Demographie
Die Bevölkerung von Kunak beträgt laut der letzten Zählung im Jahr 2010 13.823 Einwohner. Sie besteht mehrheitlich aus Bajau und Bugis. Wie in vielen anderen Städten Sabahs gibt es auch hier eine beträchtliche Anzahl illegaler Immigranten aus den nahegelegenen Philippinen, vor allem aus Sulu und Mindanao, die in der Bevölkerungsstatistik nicht verzeichnet sind.

## Wirtschaft
Die Haupterwerbsquelle vieler Einwohner liegt in der Anpflanzung von Ölpalmen. Eine Siedlung für Aussiedler von den Kokosinseln befindet sich einige Kilometer außerhalb der Stadt in der Nähe der Plantage Giram Oil Palm Estate (Golden Hope Berhad).

## Infrastruktur
Der Fähranleger und der „Nassmarkt“ für landwirtschaftliche und maritime Frischprodukte befinden sich in Pengkalan Kunak, etwa fünf Kilometer von der Stadt entfernt.
2002 wurde ein öffentliches Krankenhaus mit 76 Betten in der Stadt errichtet. Etwa zur gleichen Zeit wurde eine neue Schnellstraße zwischen Kunak und Semporna eröffnet.